# Glucomannane
Glucomannane (oder Glukomannane) sind stärkeähnliche Substanzen aus verzweigten Kohlenhydratketten. Die Hauptkette besteht dabei aus D-Mannose und D-Glucose, wobei in verschiedenen Abständen (kurze) Seitenketten auftreten.
Hauptbestandteil der Teufelszunge Amorphophallus konjac aus der Familie der Aronstabgewächse, auch Konjakwurzel genannt, aus der das Nahrungsmittel-Verdickungsmittel und das Sättigungsmittel Konjak (konjac, japanisch = konnyaku) hergestellt wird, ist ein Glucomannan.

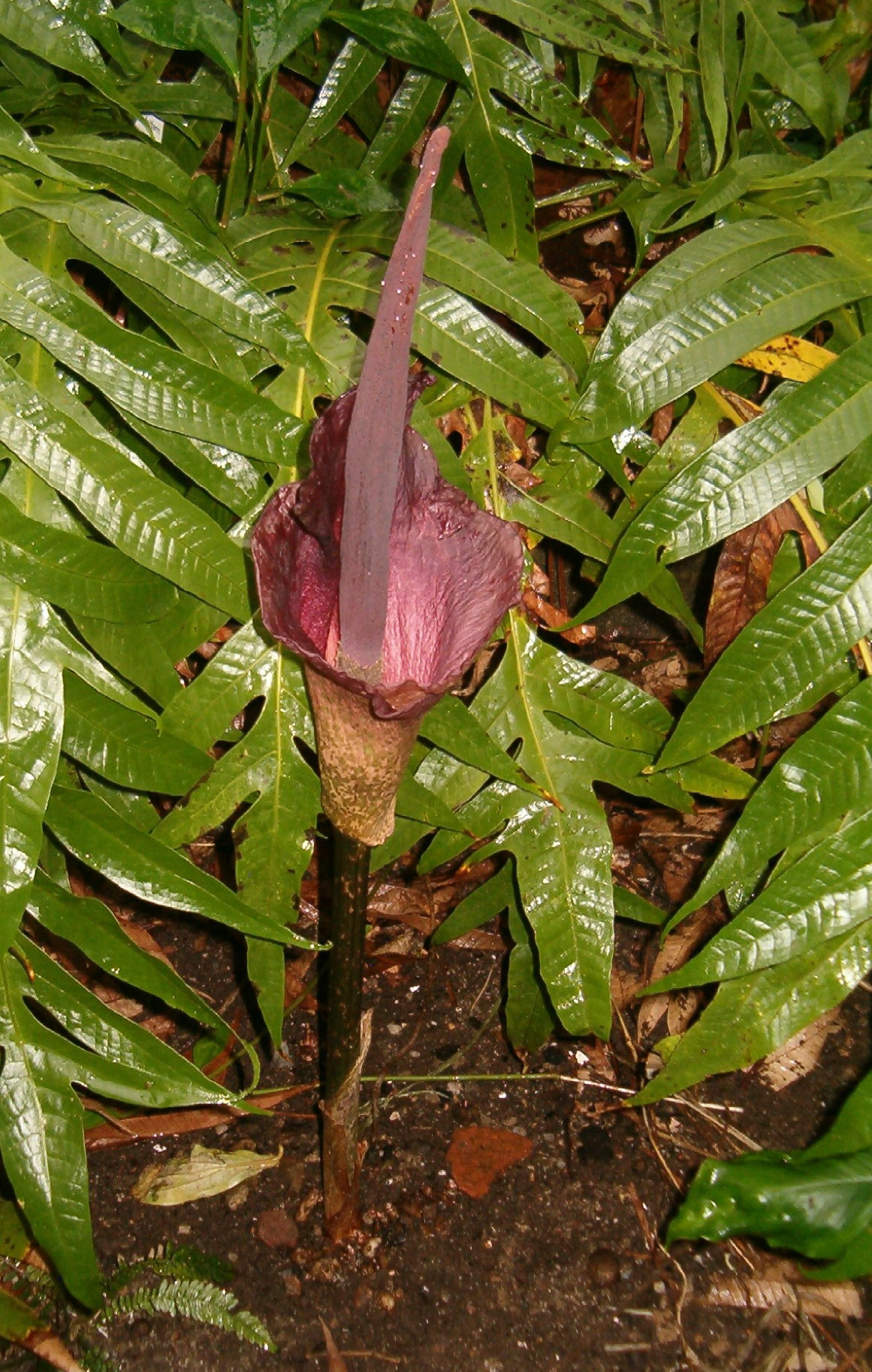
Blütenstand der Teufelszunge (Amorphophallus konjac)

## Struktur
Die Hauptkette des Polysaccharids besteht aus 1,4-β-glycosidisch verknüpften D-Monosaccharid-Einheiten von Mannose und Glucose, ungefähr im Verhältnis von 2:1. Dieses Verhältnis trifft man oftmals in Pflanzenzwiebeln an. In Glucomannanen der Nadelhölzer beträgt das Verhältnis Glucose zu Mannose 1:3, in Laubhölzern 1:1,5. Besteht die „Seitenkette“ überwiegend aus einzelnen Galactoseresten, spricht man von Galactoglucomannan.
Die Molekülmasse von Glucomannan aus Teufelszunge wird mit 200 bis 2000 kDa angegeben. Die Dichte beträgt 0,6 g/ml.

## Vorkommen

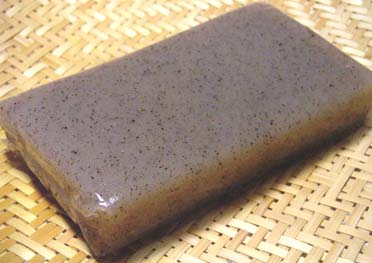
Konnyaku, japanische Speise aus der Konjakwurzel

In den Zellwänden von Weichholz dient Glucomannan neben Cellulose als festigende Matrixsubstanz (zu beachten ist dabei, dass Cellulose ausschließlich aus β-glycosidisch gebundenen Glucoseresten ohne Seitenäste besteht).
Der trockene Wurzelstock der Teufelszunge enthält etwa 40 % Glucomannan und ist die wichtigste Glucomannanquelle für die menschliche Ernährung.
Galactoglucomannan ist in Weichholz (z. B. Fichten) das mengenmäßig zweithäufigste Polysaccharid, nach Cellulose.

## Eigenschaften und Verwendung
Der gemahlene Wurzelstock der Teufelszunge ergibt das Konjakmehl. Es ist als Lebensmittelzusatzstoff in Europa unter der E-Nummer E 425 zugelassen, allerdings unter bestimmten Mengenbeschränkungen. Besonders Shirataki-Nudeln können und dürfen höhere Glucomannananteile enthalten. In der Lebensmittelherstellung wird Konjak als Verdickungsmittel, zum Gelieren und als Füllstoff eingesetzt. In der asiatischen Küche wird Konjak seit ca. 1500 Jahren verwendet.
Glucomannan gilt als Ballaststoff und positiv für die Darmgesundheit. Allerdings kann dessen Verzehr zu Blähungen führen, da es bei unvollständiger Verdauung zu Verstoffwechselung durch die Darmflora kommt, wobei Kohlenstoffdioxid freigesetzt wird.
Konjak quillt in Wasser langsam zu mitunter sehr festen Gelen auf, die eine hohe Reiß- und Druckfähigkeit haben. In der Form eines festen Gels wird es auch als Konjak-Gummi bezeichnet.
Konjak besitzt die höchste bekannte Wasserbindungskapazität aller Naturprodukte, es kann die 50-fache Wassermenge seiner Eigenmasse binden. Daher wird es zunehmend auch zur Sättigung in diätetischen Produkten eingesetzt. Aufgrund seiner stark hygroskopischen Eigenschaften kann die Einnahme ohne genügend Wasser zu Obstruktionen der Speiseröhre führen.
Die Europäische Behörde für Lebensmittelsicherheit (EFSA) hat am 9. Dezember 2010 in Umsetzung der Health-Claims-Verordnung folgende gesundheitsbezogene Angabe als wissenschaftlich gerechtfertigt beurteilt: „Verminderung des Körpergewichtes, wenn mindestens 3 g täglich in 3 Portionen von jeweils mindestens 1 g mit jeweils 1–2 Glas Wasser jeweils vor einer Mahlzeit durch eine übergewichtige Person eingenommen wird.“
Folgende gesundheitsbezogene Aussagen wurden aufgrund unzureichender Datenlage nicht durch die EFSA anerkannt:
- Verminderung der glykämischen Last nach der Nahrungsaufnahme („post-prandiale glykämische Response“)
- Aufrechterhaltung normaler Blutzuckerwerte
- Aufrechterhaltung normaler Blut-Triglyzeridwerte
- Aufrechterhaltung normalen Stuhlganges
- Verminderung möglicherweise pathogener Mikroorganismen im Verdauungstrakt